# Черемхово
Черемхово (рус. Черемхово) град је у Русији у Иркутској области. Према попису становништва из 2010. у граду је живело 52.650 становника.

## Становништво
Према прелиминарним подацима са пописа, у граду је 2010. живело 52.650 становника, 7.457 (12,41%) мање него 2002.
| 1939.  | 1959.   | 1970.  | 1979.  | 1989.  | 2002.  | 2010.  |
| ------ | ------- | ------ | ------ | ------ | ------ | ------ |
| 55.692 | 122.833 | 98.667 | 76.696 | 73.636 | 60.107 | 52.647 |